# Chris Farlowe
Chris Farlowe, rodným jménem John Henry Deighton, (* 13. říjen 1940, Islington, North London, Anglie) je anglický rockový, bluesový a soulový zpěvák. Nejvíce je známý pro svůj hit „Out of Time“ z roku 1966, který se umístil na první příčce britské hitparády. V roce 1970 se stal členem skupiny Colosseum, která se však následujícího roku rozpadla. V roce 1994 byla obnovena a Farlowe s ní vystupoval až do jejího rozpadu v roce 2015. V letech 1972 až 1974 byl členem kapely Atomic Rooster. V roce 1982 zpíval na albu Death Wish II (jde o soundtrack ke stejnojmennému filmu) kytaristy Jimmyho Page. Spolupráci si zopakoval o šest let později na desce Outrider.

## Diskografie

### Alba
- Chris Farlowe and the Thunderbirds (1966)
- 14 Things to Think About (1966) (UK #19)
- The Art of Chris Farlowe (1966) (UK #37)
- Tonite Let's All Make Love In London (Soundtrack) (1968)
- The Last Goodbye (1969)
- From Here to Mama Rosa (1970)
- Chris Farlowe Band Live (1975)
- Out of the Blue (1985)
- The Live EP: Live in Hamburg (1986)
- Born Again (1986)
- Chris Farlowe & Roy Herrington Live in Berlin (1991)
- Superblues (nahráno 1991, vydáno 1994)
- Waiting in the Wings (1992)
- Swinging Hollywood (1994)
- Lonesome Road (1995)
- BBC in Concert (1996)
- As Time Go By (1996)
- The Voice (1998)
- Glory Bound (2001)
- Farlowe That! (2003)
- Hungary for the Blues (2005)
- At Rockpalast (2006)
- Hotel Eingang (2008)

### DVD
- At Rockpalast (2006)